# Lithocarpus cottonii
Lithocarpus cottonii är en bokväxtart som beskrevs av Aimée Antoinette Camus. Lithocarpus cottonii ingår i släktet Lithocarpus och familjen bokväxter. Inga underarter finns listade.